# 細點石斑魚
細點石斑魚又名高體石斑魚、藍鰭石斑魚，民間俗稱藍瓜子斑，為輻鰭魚綱鱸形目鱸亞目鮨科的其中一種，分布於西太平洋區，北起日本南部，南至澳洲，東至斐濟。台灣產於南部、東部、北部及澎湖海域，從日本南部至密克羅尼西亞海域，近年有漁民養殖成功，棲息深度2-150公尺，體長可達122公分，生活在珊瑚礁海域，為底棲性魚類，屬肉食性，以甲殼類、魚類為食，肉質嫩滑味道鮮美，是同時是食用魚及觀賞魚，有雪卡魚毒的報告。

## 擴展閱讀
維基物種上的相關：細點石斑魚